# Hands Up
Hands Up er en amerikansk stumfilm fra 1918 af Louis J. Gasnier og James W. Horne.

## Medvirkende
- Ruth Roland som Echo Delane
- George Chesebro som Hands-Up
- George Larkin
- Easter Walters som Judith Strange
- William A. Carroll som Sam Killman / Omar